# Cercopithecus lomamiensis

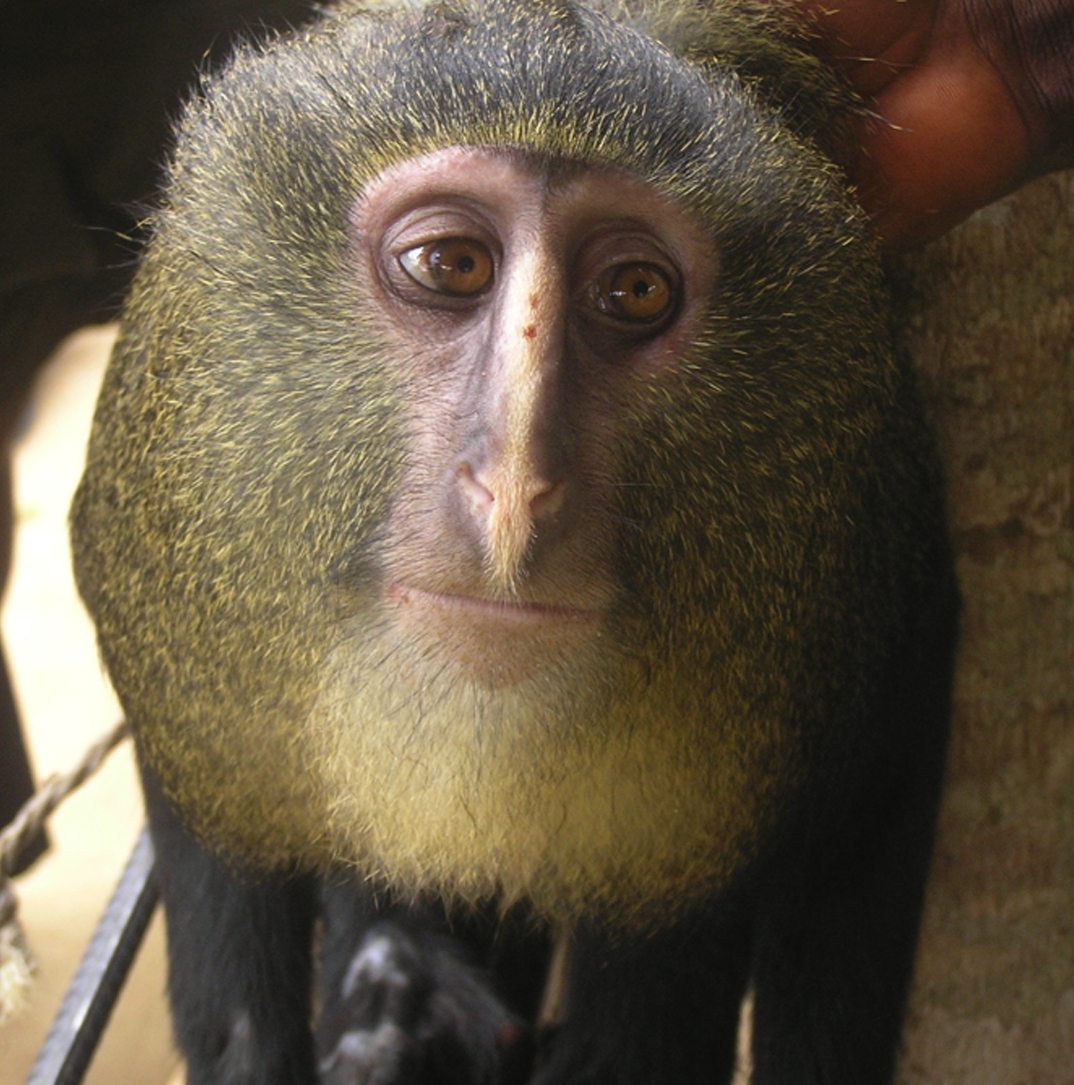
Самец Cercopithecus lomamiensis

Cercopithecus lomamiensis (лат.) — вид приматов семейства мартышковых. Эндемик экваториальной Африки. Учёные впервые обнаружили представителей вида в 2007 году в Демократической Республике Конго (Lomami Basin) в доме местного школьного учителя и описали в 2012 году. Местным жителям Cercopithecus lomamiensis был давно известен под названием лесула (lesula), но стал первым новым для науки приматом, найденным в Африке с 2003 года (тогда из Танзании был описан Rungwecebus kipunji).
В составе рода мартышек это первый новый вид с 1984 года, когда в Габоне была обнаружена рыжехвостая мартышка.
Cercopithecus lomamiensis был включён в список десяти самых замечательных видов, описанных в 2012 году.

## Распространение
Центральная Африка: Демократическая Республика Конго. Cercopithecus lomamiensis встречается между реками Ломами и Чуапа в центральной части страны.

## Описание
Размеры взрослых самцов (длина головы и тела) 47—65 см, вес 4—7,1 кг; молодые самки — 40—42 см, вес 3,5—4 кг. Питаются преимущественно плодами и другими частями растений, живут небольшими группами по 2—5 особей. Обнаружены в экваториальных влажных лесах с преобладанием деревьев Gilbertiodendron dewevrei (Детариевые, семейство Бобовые). Ближайшим видом является Cercopithecus hamlyni, отличия от которого были установлены в результате анализа генетики, анатомии, особенностей пения и поведения. Видовое название дано по имени реки Ломами, в районе который был найден типовой экземпляр.
Новый вид может находиться под угрозой исчезновения, так как местные жители ведут на него охоту.